# 塔普
塔普，是匈牙利杰尔-莫雄-肖普朗州所辖的一个村。总面积19.88平方公里，总人口713，人口密度35.9人/平方公里（2011年1月1日）。